# ویرپی ساراسوو
ویرپی ساراس‌ووئو (انگلیسی: Virpi Sarasvuo؛ زادهٔ ۲۰ مهٔ ۱۹۷۶) اسکی‌باز صحرانوردی اهل فنلاند است.